# Nicolle Payne
Nicolle Katherine Payne (* 15. Juli 1976 in Paramount, Kalifornien) ist eine ehemalige Wasserballspielerin aus den Vereinigten Staaten. Sie gewann bei Olympischen Spielen eine Silbermedaille. Zusätzlich siegte sie je einmal bei Weltmeisterschaften und bei Panamerikanischen Spielen.

## Karriere
Nicolle Payne besuchte die Gahr High School und studierte dann Biologie an der University of California, Los Angeles. Mit dem Sportteam UCLA Bruins gewann sie drei Meistertitel. 1995 siegte sie mit der Juniorennationalmannschaft bei den Panamerikanischen Spielen. Nach ihrer Graduierung 1998 spielte sie für den New York Athletic Club.
1998 nahm sie an der Weltmeisterschaft in Perth teil und belegte mit der Nationalmannschaft den achten Platz. Bei den Olympischen Spielen 2000 in Sydney stand erstmals auch ein Wasserballturnier für Frauen auf dem Programm. Nicolle Payne war zweite Torhüterin hinter Bernice Orwig und wurde in drei Spielen eingesetzt. Die amerikanische Mannschaft gewann die Silbermedaille. 2001 belegte Payne mit dem US-Team den vierten Platz bei der Weltmeisterschaft in Fukuoka. Im Juli 2003 fand die Weltmeisterschaft 2003 in Barcelona statt. Jacqueline Frank und Nicolle Payne standen als Torhüterinnen im Aufgebot. Das US-Team gewann den Titel durch ein 8:6 über die Italienerinnen. Direkt im Anschluss wurden in Santo Domingo die Panamerikanischen Spiele ausgetragen. Im Finale besiegte das US-Team die Kanadierinnen mit 7:3. Bei den Olympischen Spielen 2004 in Athen stand Nicolle Payne im Aufgebot, kam aber nicht zum Einsatz.
Nicolle Payne war nach ihrer Karriere als Trainerin an der UCLA tätig.